# Mamma torno a casa
Mamma torno a casa (Mother) è un film del 1996 diretto e interpretato da Albert Brooks. Fu presentato fuori concorso al MystFest di Cattolica.

## Trama
Lo scrittore di fantascienza John Henderson è alle prese con il suo secondo divorzio. Preoccupato per i suoi problemi con le donne, John decide di avviare un esperimento che lo aiuterà a capire che cosa è andato storto nelle sue relazioni: torna a vivere con la madre vedova Beatrice. Il rapporto di John con sua madre è caratterizzato da continui litigi e lotte di potere, visto che entrambi sono dei perfezionisti. John crede che lei sia eccessivamente critica nei suoi confronti, mentre Beatrice sostiene che lui la incolpa ingiustamente per i suoi fallimenti personali. Mentre è solo a casa, John scopre una scatola di manoscritti di romanzi e racconti che sua madre aveva scritto in gioventù. Si accorge così che la donna era un'abile scrittrice e che era andata al college con una borsa di studio, per poi vedere il suo talento scoraggiato dal marito, secondo l'opinione allora prevalente che le mogli non dovessero avere una carriera fuori casa. John capisce che l'aggressività passiva della madre nei suoi confronti è scatenata proprio dalla sua carriera letteraria, che le ricorda le ambizioni giovanili mai realizzate. Beatrice ammette che l'osservazione di John è corretta e i due si riconciliano. Il film si conclude con John che incontra l'unica fan dei suoi romanzi e Beatrice che inizia a scrivere una storia basata sul recente trasloco di John.

## Accoglienza

### Critica
(Michele Anselmi, L'Unità, 28 giugno 1997)